# ニコ・マクブレイン
マイケル・ヘンリー・"ニコ"・マクブレイン（Michael Henry "Nicko" McBrain、1952年6月5日 - ）は、イギリス・ロンドン出身のヘヴィメタルバンド「アイアン・メイデン」のドラマー。"ニコ"とは子供時代のニックネーム。いつも持ち歩いていたぬいぐるみ、"Nicholas the bear"から来ているという。米国フロリダ州ボカラトン在住。彼の使用するVicFirth製スティックには、"BOOMER"という現在のニックネームが付けられている。
フランスのヘヴィメタルバンド、トラスト、パット・トラヴァースバンドなどを経て、4thアルバム『頭脳改革』より参加。前ドラマー、クライヴ・バーのシンプル且つパワフルなドラミングとは一線を画した、トリッキーで手癖のあるドラミングで、今となってはアイアン・メイデンらしさを演出するには欠かせない存在。
2013年2月24日に、ニコの妻・レベッカが、フロリダ州ボカラトンの自宅で、夫・ニコに対して装飾用の刀剣で襲撃し、さらに薪を投げつけ、軽傷を負わせたDVの容疑を問われ、5月3日に判決を控えていると、タウンニュース・サイトの「ボカ・ニュース・ナウ」が伝えている。レベッカは逮捕され、パーム・ビーチ拘置所に身柄を拘束されたが、その後は保釈されている。その後の罪状認否で、レベッカは無罪を主張しており、被害者がニコかどうかさえ不明だという。
2018年2月、マンチェスター市内に、元の楽器店のオーナーが引退したのちに経営を受け継ぐ形で自身がオーナーを務めるドラム、パーカッション専門の楽器店「Nicko McBrain's Drum One」がオープンした。
2024年12月7日のブラジル・サンパウロ公演をもって42年間にわたるツアー活動からの引退を発表。72歳になるニコは、今後IRON MAIDENのツアーには参加しなくなるが、MAIDENファミリーの一員ではあり続けるという。 後任はBRITISH LIONのサイモン・ドーソン

## 音楽性、機材等
一般的なドラマーはライドシンバルをほぼ水平に設置するが、彼の場合は垂直に設置し、しかも殆どシンバルの打面を正面に向けるという特異な設置方法をしている。その為ライドシンバルにはかなりの執着があるらしく、アルバム音源ではハイハットの演奏部分でもライブになると一曲丸々ライド一辺倒で演奏してしまう事は珍しくない。
このライドシンバルの音と、手癖（足癖）のあるドラミングが現在のアイアン・メイデンサウンドをほぼ決定付けていると言っても過言ではない。またライブでは裸足で演奏することが多いのも特徴である。
ヘヴィメタル系ドラマーとしては珍しく、シングルバスかつシングルペダルに拘っている（例外的に『死の舞踏』の"Face In The Sand"でツインペダルを使っている）。その独特のペダル使いにより、ツーバスとほとんど遜色がない激しさである。
ドラムはデビュー当時はSONORを使用し、後にPREMIERに変更。その後2015年頃から再びSONORと契約している。小口径のタムからゴングバスまでずらりと並んだ多点セットが特徴である。シンバルはPAISTE。
「ローリング・ストーン誌の選ぶ歴史上最も偉大な100人のドラマー」において38位。